# Naučná stezka Štrbské pleso
Naučná stezka Štrbské pleso, slovensky náučný chodník Štrbské pleso, je značená naučná stezka v okolí morénového jezera Štrbské pleso a v části Štrbské Pleso obce Štrba v okrese Poprad na Slovensku. Geograficky se také nachází v geomorfologickém podcelku Tatranské podhorie, v Tatranském národním parku a v Prešovském kraji.

## Historie, popis a zaměření stezky
Stezka se nachází mezi Novým Štrbským plesem, lanovkami a Jazierkami lásky a vede také kolem Štrbského plesa. Stezka délky 6 km vznikla v roce 2013 a původně měla délku jen 5 km, avšak v roce 2015 byla prodloužena na současnou délku. Stezka je zaměřena na historii, živou a neživou přírodu, život a kulturu Štrbského Plesa a jeho okolí.

### Informační panely
Naučná stezka má celkem 40 informačních panelů.
Názvy informačních panelů zaměřených na historii, kulturu, geologii, architekturu a život ve Štrbském Plese a jeho okolí (ve slovenštině):
1. Atrakcie na Štrbskom Plese
2. Plesá na území katastra Štrby
3. Nenáročné túry
4. Štrbské Pleso vo filme
5. Jazierka lásky
6. Klimatické kúpele
7. Prónay vila a Gemerka
8. Olympionici zo Štrby
9. Zaujímavé akcie
10. Vzácne návštevy
11. Tipy na náročnejšie túry
12. Užitočné informácie
13. Majstrovstvá sveta 1970
14. Tradície lyžiarskych podujatí
15. Bežecké trate
16. Andělova zjazdovka
17. Skoky na lyžiach
18. Mlynická dolina
19. Člnkovanie
20. Zaujímavosti o jazere
21. Promenáda okolo plesa
22. Jozef Szentiványi – zakladateľ Štrbského Plesa
23. Máša Haľamová
24. Komplex hotelov Kriváň, Hviezdoslav, Jánošík
25. Hotel Solisko
26. Kovalíkov dvojkríž
27. Doprava na Štrbskom Plese
28. Móryho hotel a rozhľadňa
29. Nové Štrbské pleso

Názvy informačních panelů zaměřených na živou přírodu ve Štrbském Plese a jeho okolí (ve slovenštině):
1. (30) Ktoré zvieratá tu majú domov
2. (31.) Hlucháň
3. (32.) Medveď
4. (33.) Kamzík
5. (34.) Svišť
6. (35.) Orol
7. (36.) Limba a kosodrevina
8. (37.) Tatranské lesy
9. (38.) Plesá a vodopády
10. (39.) Flóra Tatranského národného parku
11. (40.) Vzácne druhy rastlín Tatranského národného parku

## Další informace
Naučná stezka navazuje také na další místní turistické trasy a cyklotrasy a je celoročně volně přístupná.

## Galerie

Informační panely na stezce
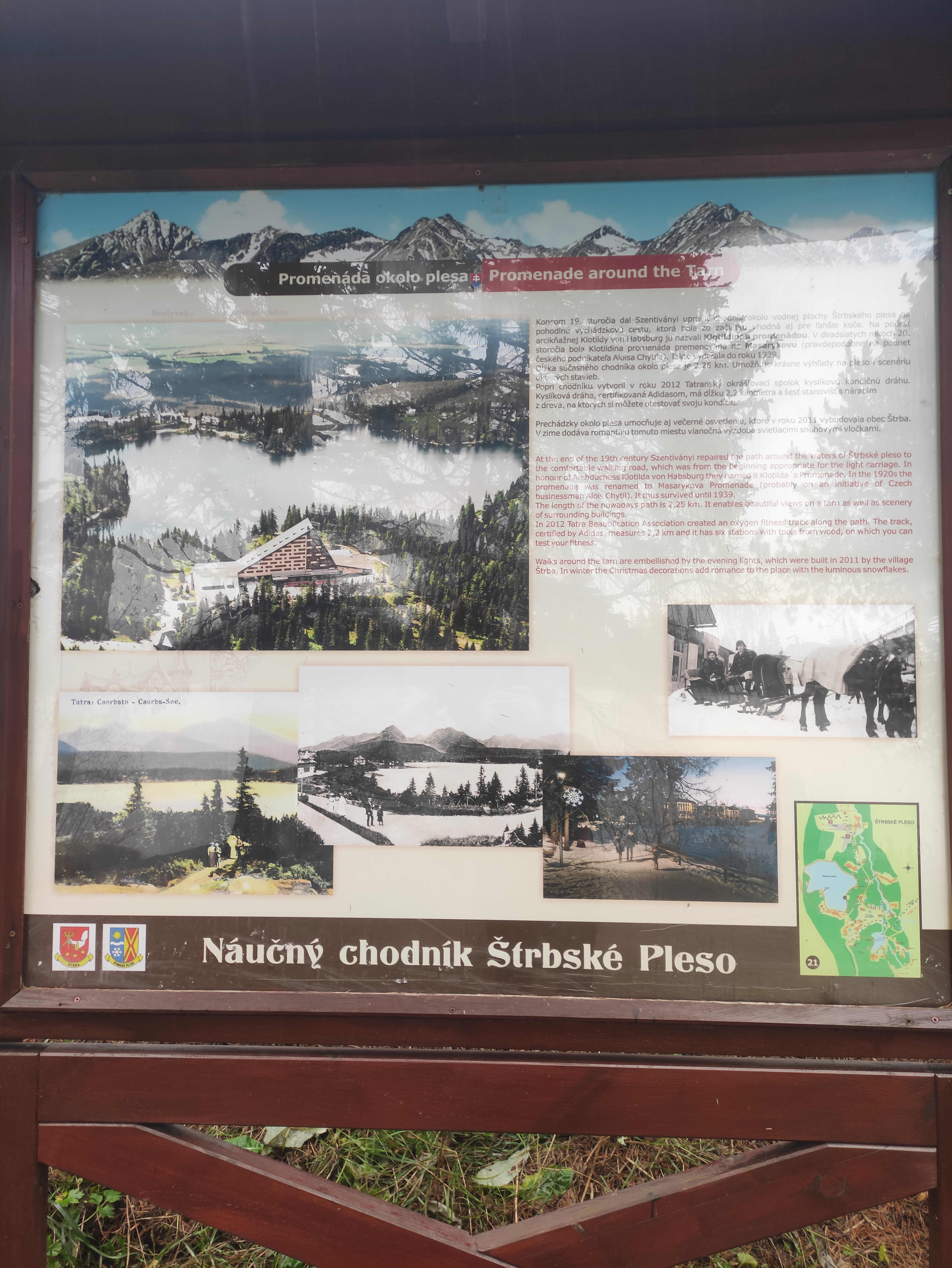
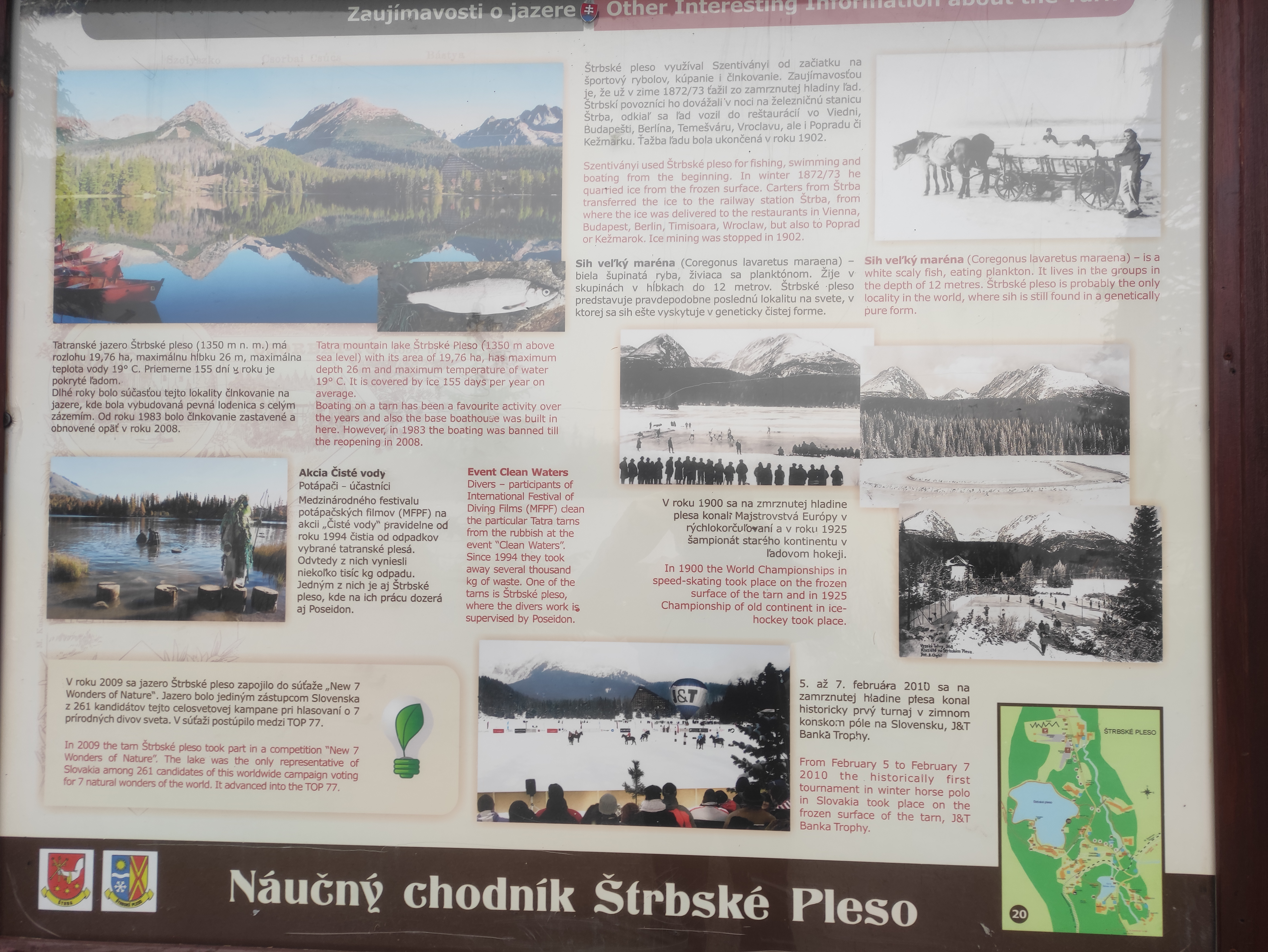
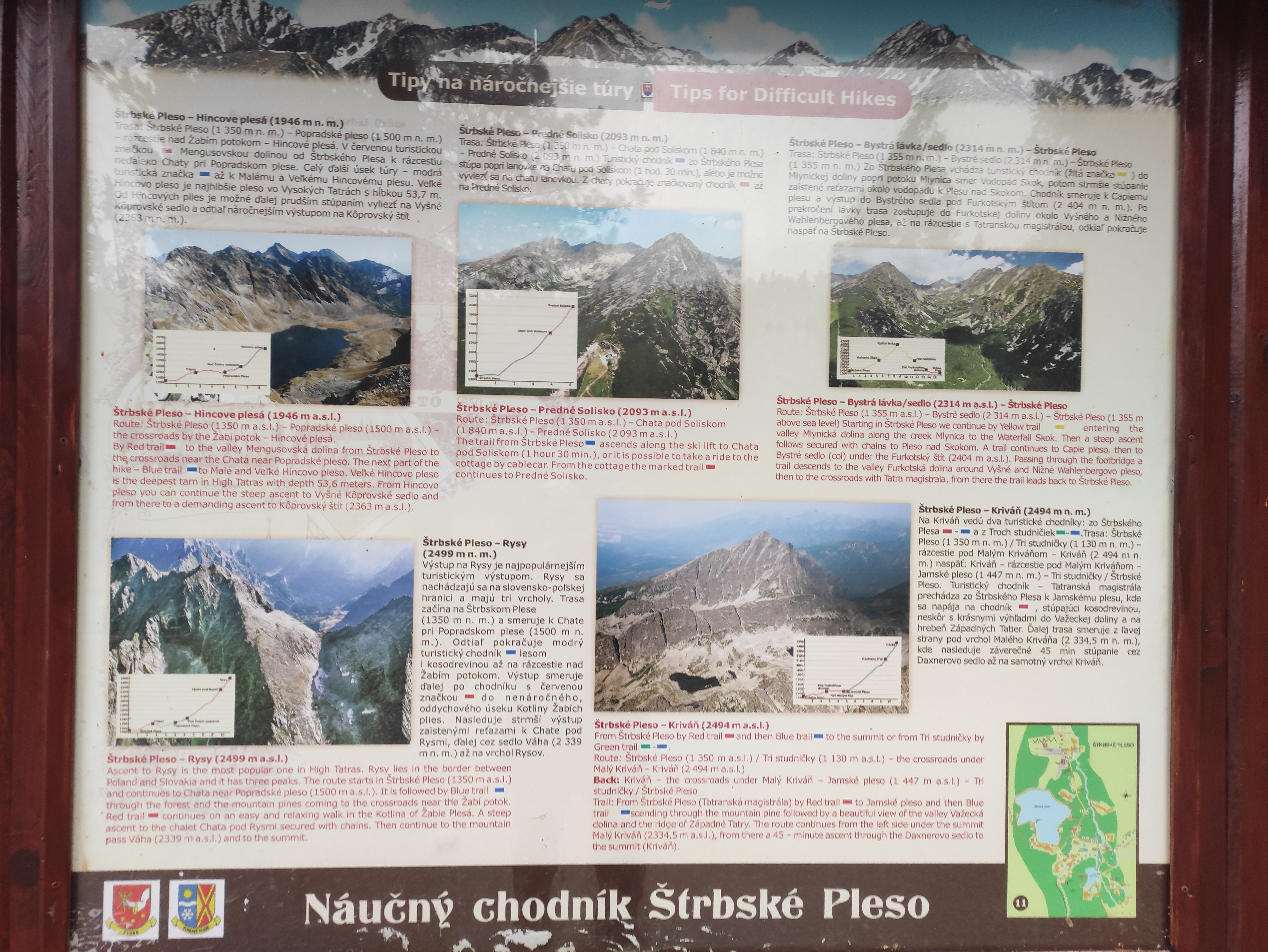
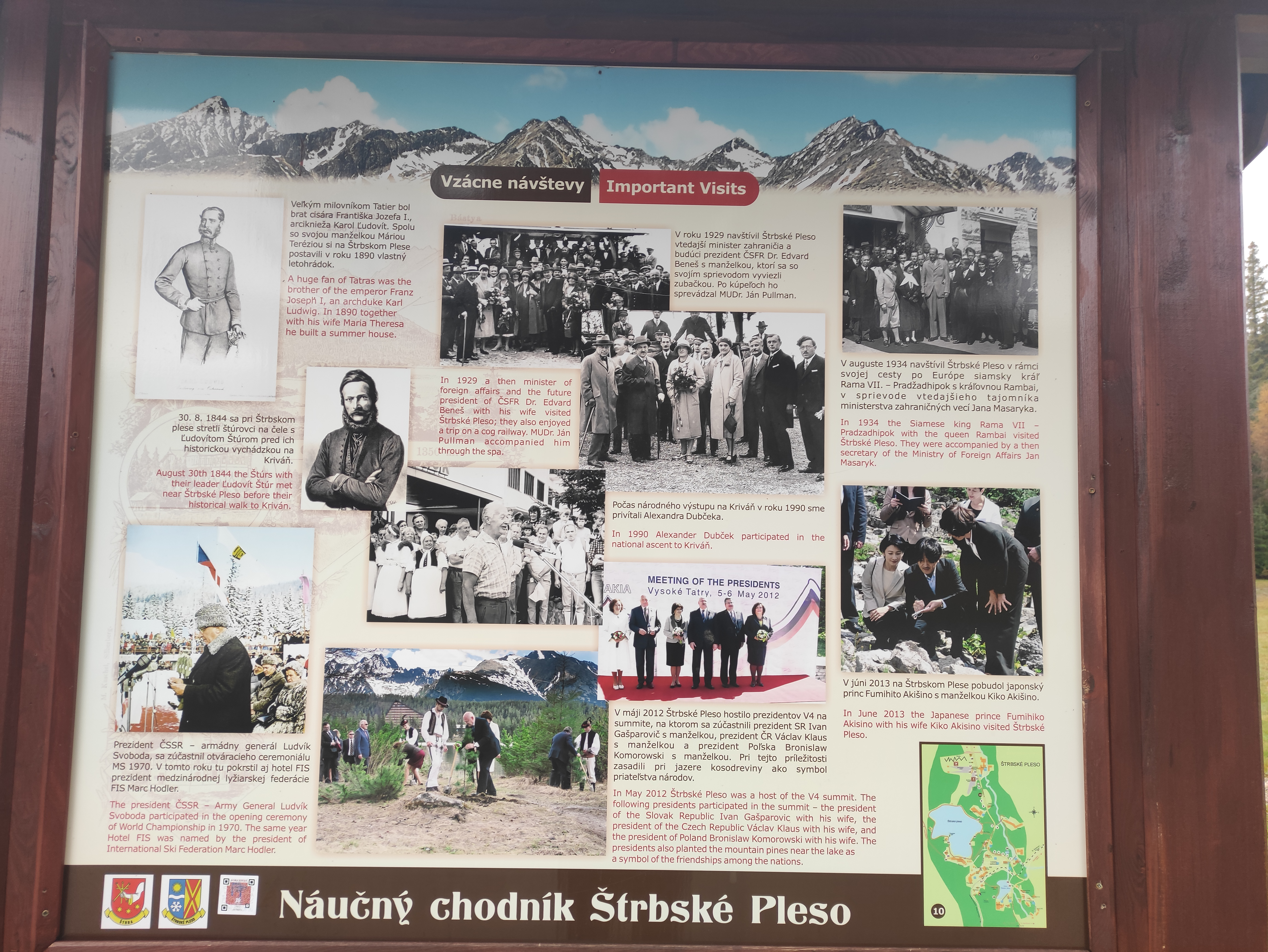
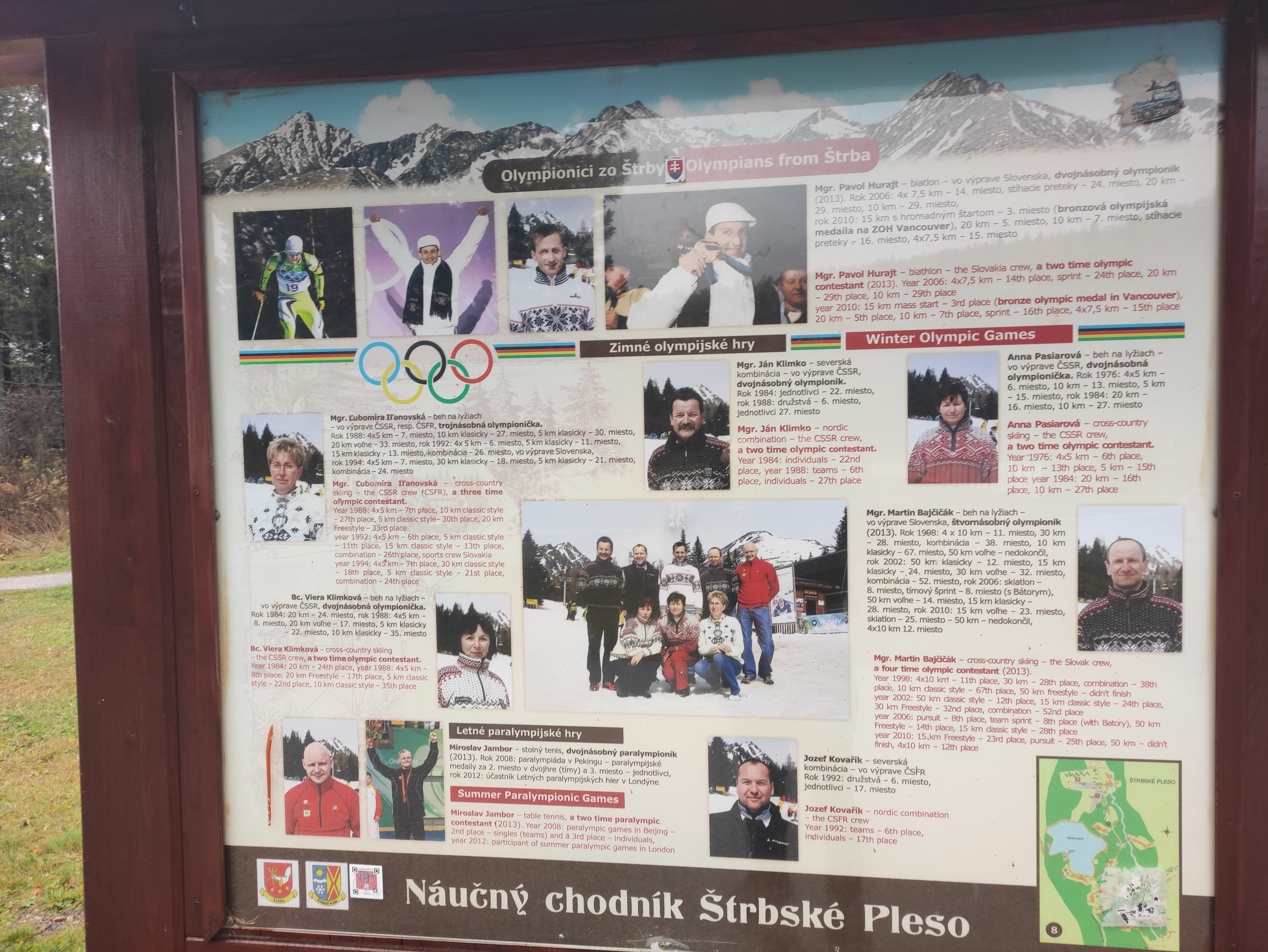
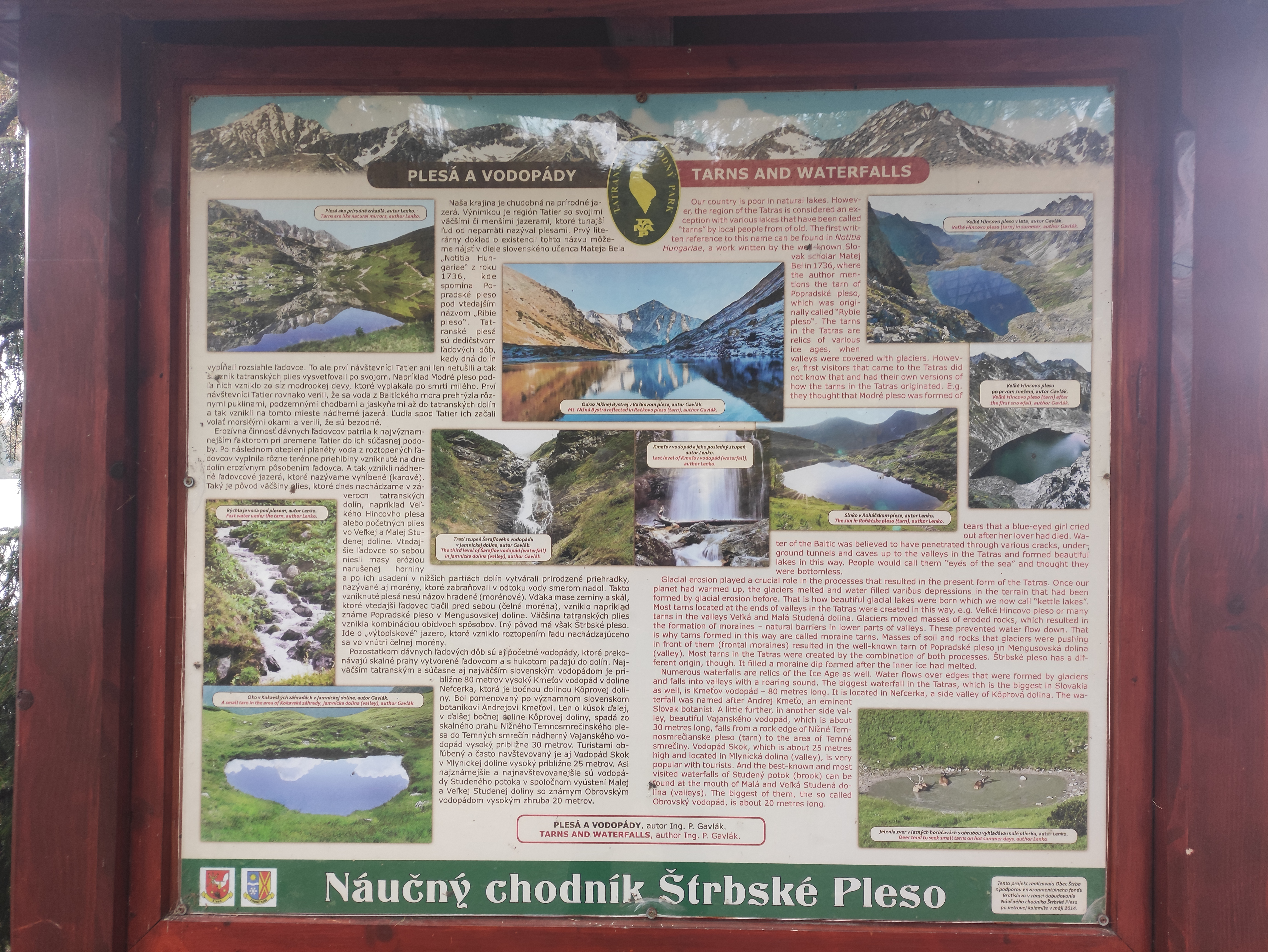
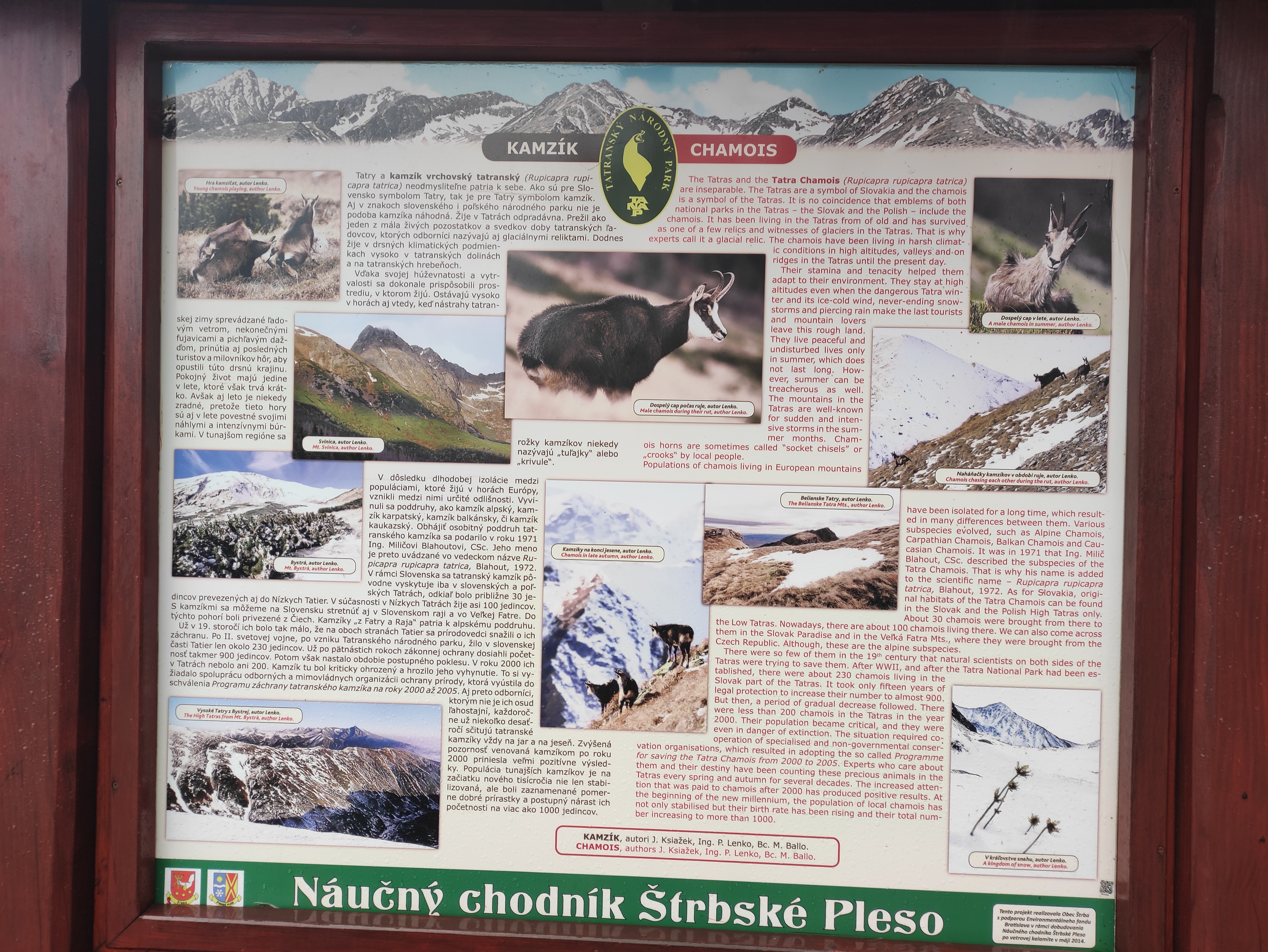